# Гедонофобия
Гедонофо́бия (от др.-греч. ἡδονή — удовольствие, наслаждение; φόβος — страх) — навязчивая боязнь получения наслаждения, удовольствия. Гедонофобия является одной из самых сложных фобий, которые изучаются в современной психологии.

## История понятия
Точная дата открытия гедонофобии неизвестна, однако этот феномен изучается психологами уже несколько десятков лет. Ещё несколько лет назад психологи не представляли, как можно бороться с этим фобическим расстройством, некоторые отождествляли эту фобию с херофобией — боязнью веселья, однако затем гедонофобия выделилась в самостоятельную единицу в психологии как боязнь наслаждения и получения удовольствия. Сейчас проводится множество клинических и экспериментальных исследований, которые в дальнейшем смогут описать гедонофобию как целостный материал, наряду с другими более распространёнными фобиями.

## Суть гедонофобии
Эта фобия является уникальной, и в данный момент не существует никаких альтернативных трактовок боязни удовольствия. Зачастую люди на подсознательном уровне боятся получать удовольствие и наслаждение, сами того не понимая. Изучаются причины и истоки гедонофобии. Сейчас выявлены самые распространённые из них: несчастная любовь, плохой пример в семье, нестабильное эмоциональное и психическое состояние и прочие.
Лечение представленной фобии — это очень долгий и трудный процесс, который практически невозможен без специалиста в области психологии и психотерапии. Соответственно, основная практика лечения человека направлена на то, чтобы он начал получать удовольствие от самых обычных вещей: поедание мороженого и шоколада (и других продуктов, в зависимости от предпочтений); просмотра сериалов и пр. Когда человек начинает ощущать удовольствие от реализации этих действий, то терапия должна быть направлена на увеличение потоковой информации для человека и «усложнение» субъекта наслаждения и удовольствия. Только постепенная терапия способна принести действенные результаты для пациента.

## Причины
Как правило, гедонофобия имеет несколько причин:
- изнасилование или любая травма, которая может быть получена во время полового акта (здесь может включаться тревожная и избирательная психологическая память, которая на бессознательном уровне создаст психологический барьер);
- страх, что после «хорошего» обязательно должно наступить «плохое» (иными словами, человек всегда отождествляет боль и удовольствие, как правило, эти убеждения связаны с реализацией некоторых мистических и даже магических действий в жизни человека, после чего образуется гедонофобия)[3].

## Изучение гедонофобии
Изучение гедонофобии — это важный процесс для современного общества, потому как эта фобия не всегда может проявляться открыто. Изучение гедонофобии позволит психологам и социологам познать истинные убеждения человека, почему он боится изменить свою жизнь к лучшему и нацелиться на положительный результат. В науке спорят, не является ли гедонофобия «производной» от фобии к переменам. Может быть именно перемены являются ключевой частью гедонофобии. В обществе эта фобия изучена очень мало, потому как в научной литературе не дается полных рассуждений и анализа, относительно этой фобии. Встречаются исключительно определения в различных справочниках информации, однако глубинное рассуждение о природе гедонофобии не найти. Пожалуй, это связано с тем, что современные научные знания не имеют столь широкого и объемного практического материала работы с гедонофобией. Многие психологи и социологи стараются избегать данного «диагноза», заменяя его на альтернативные расстройства личности и фобии. Всё это приводит к тому, что практические данные работы с гедонофобией почти отсутствуют, что «парализует» современную психологию в контексте изучения данной фобии. Научные и практические знания в области изучения гедонофобии практически никакого значения и роли не играют для политической деятельности. Уровень и возможность пересечения гедонофобии и политической власти низок, только если она может наблюдаться у отдельных политических личностей.

## Критика
Гедонофобия практически не подвергается сомнениям и критике, потому как эта фобия является единственной в своём роде. Больше нет интерпретаций боязни удовольствия. Однако некоторые учёные сравнивают гедонофобию с боязнью будущей безоблачной жизни или боязнью перемен.

## Пример в массовой культуре
Гедонофобия в массовой культуре недостаточно отражена и продемонстрирована. Существуют отдельные сюжетные части, связанные с гедонофобией, к примеру, в фильме Джеймса Фоули «Страх» 1996 года: в этом фильме собрано огромное количество фобий в одном герое, также мы видим проявление гедонофобии и у главного героя, когда тот боится связывать себя узами с другими людьми, получать наслаждение от других.